# Richard Greenblatt (programador)
 Richard D. Greenblatt es un programador informático estadounidense. Junto con Bill Gosper, es considerado como el fundador de la comunidad hacker. Ocupa un lugar de distinción en las comunidades de Lisp y el MIT AI Lab.

## Infancia
Richard nació en Portland, Oregón, el 25 de diciembre de 1944. Su familia se mudó a Filadelfia, Pensilvania cuando era un niño y posteriormente a Columbia, Misuri, con su madre y su hermana al divorciarse sus padres.
Era un niño inteligente y ya desde pequeño jugaba al ajedrez y hacía funcionar dispositivos electrónicos con gran facilidad. Era, además, un genio de las matemáticas.

## El comienzo de un hacker
Greenblatt se matriculó en el MIT en otoño de 1962, y alrededor de su segundo año como estudiante, entró a formar parte del famoso Tech Model Railroad Club del MIT. En ese momento, Peter Samson había escrito un programa en Fortran para la serie de computadoras IBM 709, cuya finalidad era automatizar la tediosa tarea de escribir los complicados horarios para el diseño del modelo del tren del TMRC.
Greenblatt se vio entonces obligado a implementar un compilador de Fortran para la PDP-1, la cual no tenía uno en ese momento. No hubo tiempo de computador disponible para depurar el compilador y tampoco para escribirlo en un ordenador.
Años más tarde, los elementos de ese compilador que había desarrollado (junto con algunas ideas de un compañero, miembro del TMRC, Steven Piner, autor de un muy temprano compilador de Fortran para la PDP-4 mientras trabajaba para la Digital Equipment Corporation) se escribieron y el compilador "mostró signos de vida".
Sin embargo, por aquel entonces, ya no existía la necesidad de un compilador de Fortran, por lo que no siguieron desarrollándolo.
Esta y otras experiencias en el TMRC, especialmente la influencia de Alan Kotok, que trabajó en DEC y era el socio más joven del equipo de diseño de la computadora PDP-6, guiaron a Greenblatt al MIT AI Lab, donde procedió a convertirse en un auténtico "hacker de los hackers", destacado por su visión de la programación tal y como describe Steven Levy en  hackers: Heroes of the Computer Revolution y como reconocieron Gerald Jay Sussman y Harold Abelson cuando dijeron que tuvieron suerte de haber sido programadores aprendices de Bill Gosper y Richard Greenblatt

## Desarrollos software relevantes
Richard Greenblatt fue el desarrollador principal de Maclisp en el PDP-6. Escribió Mac Hack, el primer programa de computador para jugar torneos de ajedrez de cierto nivel y el primero en competir en un torneo de humanos.
Escépticos sobre la inteligencia artificial como Hubert Dreyfus, el cual hizo famosa la afirmación de que las computadoras no serían capaces de jugar al ajedrez ofreciendo un buen nivel, fue rebatido por el programa, marcando esto el inicio del Ajedrez por computadora.
En 1977, el invicto campeón de ajedrez <- Se eligió este término porque su título mundial fue abandonado por incumplimiento -> Bobby Fischer jugó tres partidas en Cambridge, Massachusetts contra el programa de Greenblatt y Fischer ganó todas ellas. Greenblatt, junto con Tom Knight y Stewart Nelson, coescribió el Incompatible Timesharing System, un influyente sistema operativo de tiempo compartido para el PDP-6 y PDP-10 utilizado en el MIT.

## Lisp Machines, Inc.
Más tarde, él y Tom Knight fueron los principales diseñadores de la máquina Lisp del MIT. Fundó Lisp Machines, Inc. (que más tarde se convirtió en Gigamos Systems), de acuerdo con su visión de una compañía ideal amiga de los hackers, en contraposición con los ideales más comerciales de Symbolics.

## Principios de la ètica hacker
Richard Greenblatt es considerado, como ya se ha dicho, "el hacker de los hackers", es decir, el adelantado de una cultura popular que defiende que el conocimiento (sobre todo el informático) ha de ser libre para que se pueda desarrollar, crear más conocimiento sobre el conocimiento. Además, son un colectivo que valora mucho los descubrimientos y los avances de sus miembros, más allá de la raza, la edad, las notas o las recomendaciones. Creen además, que los ordenadores y las máquinas nos pueden cambiar la vida y hacer un mundo mejor. No son aficionados a respetar la autoridad.